# Edroso
Edroso is een plaats (freguesia) in de Portugese gemeente Macedo de Cavaleiros en telt 131 inwoners (2001).